# Kongenitalna dijafragmalna hernija
Kongenitalna dijafragmalna hernija ili urođena kila prečage (skraćeno CDH) je prodor trbušnih organa u grudni koš kroz defekt na dijafragmi. Mogu biti različite veličine, u zavisnosti od defekta na prečagi (dijafragmi) i obično su unilateralne (jednostrane). Bilateralne (obostrane) dijafragmalne hernije nisu uobičajene i najčešće su smrtonosne. Često je udružena sa drugim, najčešće kardiovaskularnim, ali i urogenitalnim, gastrointestinalnim i hromozomskim malformacijama. 

## Istorija
Prvi opis kongenitalne dijafragmalne hernije datira iz 1848. godine od češkog profesor anatomije iz Praga Viktor Bochdalek, koji je opisao hernijaciju abdominalnih organa kroz posterolateralni otvor na prečagi (dijafragmi), što je najčešći oblik kongenitalnih dijafragmalnih hernija. 

## Klasifikacija
Opisana su tri osnovna tipa kongenitalnih dijafragmalnih hernija: 
1. Bochdalekova – kroz posterolateralne otvore na dijafragmi
2. Morgagnijeva – kroz prednje parasternalne otvore na mestu pripoja fibroznog septuma dijafragme za prednji zid grudnog koša i
3. Kongenitalna hijatusna hernija, protruzija organa kroz ezofagealni hijatus, prirodni otvor na dijafragmi kroz koji prolazi jednjak.

## Epidemiologija
- Incidencija: 1:2000-1:5000 živorođene dece;
- Većinom terminska novorođenčad; 2/3 su muškog pola;
- Bochdalekova kila se u 90% slučajeva javlja levostrano, a u 10% desnostrano;
- U 10-20% slučajeva restrosternalni defekt je u predelu foramena Morgagni
- Kila se javlja U 1% slučajeva bilateralna i uglavnom inkompatibilna sa životom.
- Često je udružena sa drugim anomalijama (anencefalija, kardiovaskularne, skeletne anomalije ...).

## Etiopatogeneza
Djafragma se anatomski sastoji iz nekoliko struktura: centralnog fibroznog septuma na prednjoj strani; cirkumferentnog mišićnog dela; posterolateralnih, pleuroperitonealnih membrana i zadnjeg dela na kojem se nalaze prirodni otvori za aortu, jednjak i donju šuplju venu.
Embrionalni razvoj dijafragme završava se u drugom mesecu gestacije i, ukoliko je on nepotpun, zaostaju otvori na dijafragmi kroz koje u trećem mesecu gestacije abdominalni organi prolaze u grudni koš. Ako je hernija sa leve strane, u grudni koš najčešće prolaze tanko i debelo crevo, želudac, ali i slezina i deo jetre, a ako je hernija sa desne strane, najčešće su to samo deo jetre i eventualno deo debelog creva. 
Defekt na dijafragmi može biti različitih veličina: od prisustva patoloških otvora, kao što su Bochdalekov i Morgagnijev, do potpunog odsustva, odnosno agenezije dela ili cele dijafragme, što je najčešće inkompatibilno sa životom. Plućno krilo na strani hernije je obično malo i koprimovano, sa različitim stepenom plućne hipoplazije, kako na toj, tako i na kontralateralnoj strani: bronhijalno stablo je oskudno, ukupna alveolarna površina smanjena, a plućna cirkulacija zadržava karakteristike fetalne cirkulacije sa znacima plućne hipertenzije.

## Klinička slika
Znaci i simptomi u kliničkoj slici zavise od stepena hernijacije: 
- ukoliko je hernija mala, može proći neprimećeno i može se slučajno otkriti u znatno kasnijem uzrastu;
- ukoliko je hernija velika već na rođenju se manifestuju simptomi teškog respiratornog distresa (dispneja, cijanoza i tahikardija), koji se pogoršavaju kako dete guta vazduh i dolazi do distenzije intratorakalnog želuca i crevnih vijuga, što još više pomera sredogruđe (medijastinum) na suprotnu stranu i povećava kompresiju na plućno tkivo. Dijametar grudnog koša je veliki, dok je abdominalna duplja slabije razvijena i skafoidnog oblika.[7]

## Dijagnoza
Prenatalna
Dijagnoza kongenitalne dijafragmalne hernije pretežno se postavlja pre rođenja: ultrazvučnim pregledom u poodmakloj trudnoći, kada se može proceniti izvestan stepen plućne hipoplazije, pomeranje medijastinuma, razvijen polihidramnion i cistične formacije u grudnom košu, koje potiču od crevnih vijuga. 
Postnatalno
Postnatalno, dijagnoza se potvrđuje radiografijom grudnog koša, na kojoj se vide vazduhom ispunjene crevne vijuge ili hidroaerični nivoi, obično u levom hemitoraksu, dok se u njegovom gornjem delu nalaze komprimovani manji delovi plućnog parenhima, a srčana senka i medijastinum su pomereni u suprotnu stranu. 
Nazogastrična sonda u želucu se radiografijom može otkriti njegovu intratorakalnu lokalizaciju. Veoma retko i u manje jasnim slučajevima crevne vijuge u grudnom košu se mogu vizualizovati i irigografski. 
Auskultatorno, disanje je oslabljeno, skoro nečujno, na strani hernije, dok se srčana radnja čuje na suprotnoj strani. 
Kompjuterizovana tomografija (CT) i magnetna rezonanca mogu pomoći u diferencijalnoj dijagnozi kongenitalne dijafragmalne hernije i tumora grudnog koša, posebno kada se ona manifestuje u kasnijem uzrastu.

## Diferencijalna dijagnoza
Diferencijalna dijagnostički može se utvrditi respiratorni distres i cistične promene u grudnom košu različite etiologije: 
- aspiracioni sindrom sa pneumatocelom,
- kongenitalna pneumonija,
- bronhogene i druge medijastinalne ciste,
- cistična adenomatoi dna malformacija pluća,
- pneumotoraks itd.

## Terapija
Lečenje je hirurško, ali tek po preduzetim merama za stabilizaciju opšteg stanja i korekciju respiratornog distresa, što podrazumeva:
- intubaciju i mehaničku ventilaciju novorođenčeta,
- plasiranje nazogastrične sonde i
- korekciju acidoze.[8]

Kod operacije hernije sa manjim dijafragmalnim defektom, po repoziciji organa u trbušnu duplju, ivice defekta se direktno ušiju, dok se kod većih defekt na dijafragmi mora nadoknaditi implantacijom sintetičkog, aloplastičnog materijala (npr goreteksa).

## Prognoza
Prognoza kongenitalih dijafragmalnih hernija zavisi od veličine defekta i stepena plućne hipoplazije. Hernije sa manjim defektom imaju dobru prognozu, dok hernije sa velikim defektom na prečagi (dijafragmi) i izreženim stepenom plućne hipoplazije imaju smrtnost oko 50%.

## Komplikacije
Komplikacije, prema vremenu javljanja mogu da budu rabne i kasne.
| Rane komplikacije                                                                         | Kasne komplikacija |
| ----------------------------------------------------------------------------------------- | --- |
| - Perzistentna plućna hipertenzija - Crevna opstrukcija - Dehiscencija rane - Hilothoraks | - Rekurentna dijafragmalna hernija - Crevna opstrukcija - Gastro ezofagealni refluks (GER) - Torakolumbalna skolioza - Hronična plućna insuficijencija |

## Literatura
- Doherty GM, Way LW, editors. Current Surgical Diagnosis & Treatment. 12th Edition. New York: Mcgraw-Hill; 2006.
- A. Kurjak “Fetus kao pacijent”, Naprijed Zagreb 1991
- N. Roberton “Textbook of neonatology”, Churchil Livingdtone 1989
- Harrison, M. R. (1981). „Correctio of cong. diaphragmatic hernia in utero”. J. Pediatr Surg. 16: 934.
- Goldbloom R: Pediatric Clinical Skills, 2003, Elsevier Science
- Fanaroff A, Martin RJ: Neonatal-Perinatal medicine : diseases of the fetus and infant, 7th edition,2003, Mosby Inc str 1537-1568

## Spoljašnje veze
- „Dečja hirurgija” (PDF). Архивирано из оригинала (PDF) 09. 05. 2021. г. Приступљено 26. 12. 2017.
- Musteknet (9. 7. 2011). „Hirurgija dijafragme”. Savetovalište za Bebe. Архивирано из оригинала 26. 12. 2017. г. Приступљено 26. 12. 2017. — www.savetovalistezabebe.com

|  | Molimo Vas, obratite pažnju na važno upozorenje u vezi sa temama iz oblasti medicine (zdravlja). |